# Sielsowiet Czerwona Gwiazda
Sielsowiet Czerwona Gwiazda (biał. Красназвёздаўскі сельсавет, Krasnazwiozdauski sielsawiet; ros. Краснозвёздовский сельсовет) – sielsowiet na Białorusi, w obwodzie mińskim, w rejonie kleckim, z siedzibą w Janowiczach.

## Demografia
Według spisu z 2009 sielsowiet Czerwona Gwiazda zamieszkiwało 1965 osób, w tym 1882 Białorusinów (95,78%), 53 Rosjan (2,70%), 8 Ukraińców (0,41%), 8 Azerów (0,41%), 7 Polaków (0,36%), 5 osób innych narodowości i 2 osoby, które nie podały żadnej narodowości.
Do 2019 liczba ludności spadła do 2641 osób. Największymi miejscowościami były wówczas Janowicze (792 mieszkańców), Czerwona Gwiazda (322 mieszkańców), Hurynowszczyzna (310 mieszkańców), Babajewicze (296 mieszkańców) i Nagórna (277 mieszkańców). Liczba ludności żadnej z pozostałych miejscowości nie przekraczała 135 osób.

## Geografia i transport
Sielsowiet położony jest na historycznej Nowogródczyznie, w środkowej i wschodniej części rejonu kleckiego. Od północnego zachodu graniczy z Kleckiem. Największą rzeką jest Cepra.
Przez sielsowiet przebiega droga republikańska R43, a jego skrajem linia kolejowa Osipowicze – Baranowicze.

## Historia
5 lutego 2008 siedzibę władz sielsowietu przeniesiono z Czerwonej Gwiazdy do Janowicz.
28 maja 2013 do sielsowietu przyłączono 5 z 10 miejscowości z likwidowanego sielsowietu Nagórna oraz 6 miejscowości przeniesionych z sielsowietu Zubki.

## Miejscowości
- agromiasteczka:
  - Hołowacze
  - Janowicze
  - Nagórna
- wsie:
  - Babajewicze
  - Ceperka
  - Cepra
  - Czerwona Gwiazda (hist. Radziwiłłmonty)
  - Domaradzkie
  - Hurynowszczyzna
  - Kapłanowicze
  - Korzeniowszczyzna
  - Lecieszyn
  - Matusze
  - Rasswietnaja (hist. Cyckowicze)
  - Rubież
  - Zahornaje (hist. Bałwań Mała i Wielka)
  - Zapole
  - Ziernawaja (hist. Biedniszki)